# Stravaganza
Stravaganza é uma série de romances escritos pela inglesa Mary Hoffman.
A série começou como uma trilogia, mas atualmente já é composta por seis livros.

## Livros
1. Stravaganza: City of Masks - (A) Cidade das Máscaras
  - Lucien, um adolescente se recuperando da quimeoterapia, recebeu um livro de anotações marmorizado em vermelho e roxo de seu pai, para que Lucien pudesse escrever, pois sua garganta doia demais para poder falar. Quando ele adormece segurando o livro, ele acorda na cidade de Bellezza, uma cidade semelhante a Veneza- Renascentista, no pais de "Talia" uma versão alternativa da Italia.
2. Stravaganza: City of Stars - (A) Cidade das Estrelas
3. Stravaganza: City of Flowers só em Portugal: Stravaganza - A Cidade dos Lírios[2]
4. Stravaganza: City of Secrets - (A) Cidade dos Segredos (Não Publicado em Português)
5. Stravaganza: City of Ships - (A) Cidade dos Navios (Não Publicado em Português)
6. Stravaganza: City of Swords - (A) Cidade das Espadas (Não Publicado em Português)

No Brasil, a série foi publicada pela Editora ID que fechou e abandonou a série no segundo livro. 
Em Portugal a série foi abandonada no terceiro livro pela Editorial Presença.

## Personagens
Os personagens principais são: 
- Lucien Mulholland (Luciano Crinamorte)
- Arianna Gasparini (Arianna Rossi)
- Rodolfo Rossi
- William Dethridge (Gugliemo Crinamorte)

Em Cidade das estrelas, a protagonista é Georgia O'Grady.